# Urdă

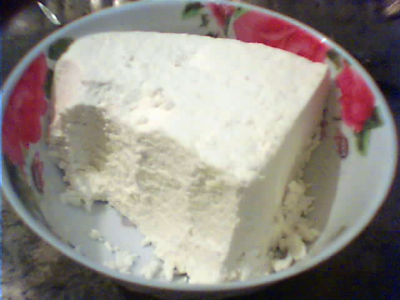
Urdă

Urdă ('urdə) ist ein rumänischer Frischkäse und Molkenkäse aus Schafs-, Ziegen- oder Kuhmilch.

## Beschreibung
Der Käse wird aus der Molke gewonnen, die bei der Produktion anderer Käsesorten entsteht. Die Molke wird für eine Stunde bei Temperaturen von 85–90 °C geköchelt, wobei sich unter ständigem Rühren die Reste des Proteins binden und allmählich an die Oberfläche steigen. Diese werden mit einem Löffel gesammelt und in halbkugelförmige Gefäße gefüllt; die verbleibende Molke fließt über mehrere Stunden ab. Von 10 bis 12 Litern Molke werden in der Regel 1 kg Urdă gewonnen. 
Der entstehende Frischkäse ist feinkörnig und seidig und ähnelt dem italienischen Ricotta. Urdă wird ebenso wie dieser häufig für Desserts, aber auch für pikante Speisen oder als Füllung verwendet und ist reich an Calcium, den Vitaminen A, B2, B12, Eiweiß, enthält aber kein Salz.
Ein ähnlicher Käse ist im deutschen Sprachraum unter dem Namen Ziger zu finden.